# إيغارابي غراندي
إيغارابي غراندي (بالبرتغالية: Igarapé Grande‏) بلدية في ولاية مارانهاو في المنطقة الشمالية الشرقية من البرازيل.